# Jeff Teague
Jeffrey "Jeff" Demarco Teague (Indianapolis, 10 de junho de 1988) é um ex-basquetebolista profissional norte-americano. Atualmente é treinador da escola Pike High School, que fica em sua cidade natal, Indianapolis. Também possui um podcast com grande audiência, o Club 520.
Ele jogou basquete universitário na Universidade Wake Forest e foi selecionado como a 19ª escolha geral no Draft da NBA de 2009 pelos Hawks. Ele também jogou por Indiana Pacers, Minnesota Timberwolves, Boston Celtics e Milwaukee Bucks, onde conquistou seu anel de campeão em 2021.

## Carreira no ensino médio

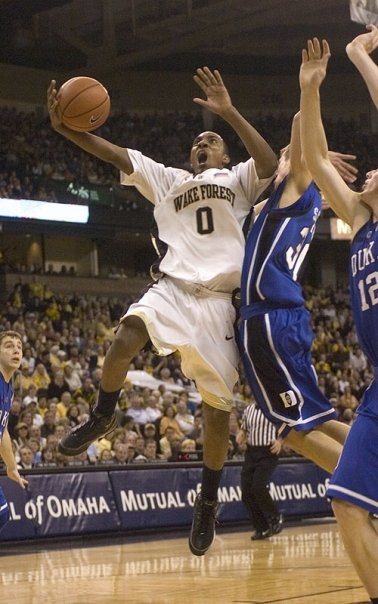
Jeff Teague fazendo uma bandeja na vitória surpreendente de Wake Forest sobre Duke em 17 de fevereiro de 2008

Teague frequentou a Pike High School em Indianapolis, Indiana, onde, em 2006-2007, obteve uma média de 22 pontos e quatro assistências por jogo.
Considerado um recruta de quatro estrelas pelo Rivals.com, Teague foi listado como o 9ª melhor armador e o 57ª melhor jogador no país em 2007.

## Carreira universitária
Teague jogou basquete universitário na Universidade de Wake Forest. Como calouro em 2007-08, Teague foi o segundo no time em pontuação, marcando 13,9 pontos por jogo, logo atrás dos 14,6 de James Johnson.
Em seu segundo ano, Teague tornou-se o primeiro jogador de Wake Forest a ir para a equipe All-American desde Chris Paul em 2004-05 e o 13º na história da universidade. Ele foi selecionado como finalista do Bob Cousy Award, do John Wooden Award e do Oscar Robertson Trophy. Ele liderou Wake Forest em pontuação com 18,8 pontos por jogo, tendo também 3,5 assistências e 1,9 roubadas de bola por jogo.
Ele marcou seu milésimo ponto pela equipe e se tornou o 45º jogador na história da universidade a ter esse feito.
Em 8 de abril de 2009, Teague se declarou para o Draft da NBA, abandonando seus dois últimos anos de elegibilidade na faculdade.

## Carreira profissional

### Atlanta Hawks (2009–2016)

#### Temporada de 2009-10
Teague foi selecionado como a 19ª escolha geral no Draft da NBA de 2009 pelos Atlanta Hawks. Em 20 de julho de 2009, ele assinou seu contrato de novato com os Hawks.
Como novato na temporada de 2009-10, ele jogou em 71 jogos (três como titular) e obteve uma média de 3,2 pontos, 1,7 assistências e 0,9 rebotes em 10,1 minutos.
Ele terminou a temporada regular em grande estilo, estabelecendo seu melhores números em várias estatísticas com um esforço de 24 pontos, 15 assistências e cinco rebotes contra o Cleveland Cavaliers.
Ele jogou com moderação nos playoffs da equipe, uma corrida que viu os Hawks perderem para o Orlando Magic nas semifinais da Conferência.

#### Temporada de 2010-11
Na temporada de 2010-11, ele obteve médias de 5,2 pontos, 2,0 assistências e 1,5 rebotes em 13,8 minutos. Ele marcou dois dígitos em 12 jogos, incluindo três jogos de 20 pontos.
Durante a primeira rodada dos playoffs contra o Orlando Magic, Teague jogou menos de 10 minutos em apenas dois jogos, com os Hawks vencendo por 4-2. Ele foi transferido para a equipe titular para a segunda rodada dos playoffs contra o Chicago Bulls. Teague foi titular nos seis jogos contra os Bulls, uma série que os Hawks perdeu por 4-2. Teague obteve uma média de 14,8 pontos e 4,2 assistências em 38,1 minutos em suas seis jogos como titular nos playoffs, bem acima das médias regulares da temporada.

#### Temporada de 2011-12

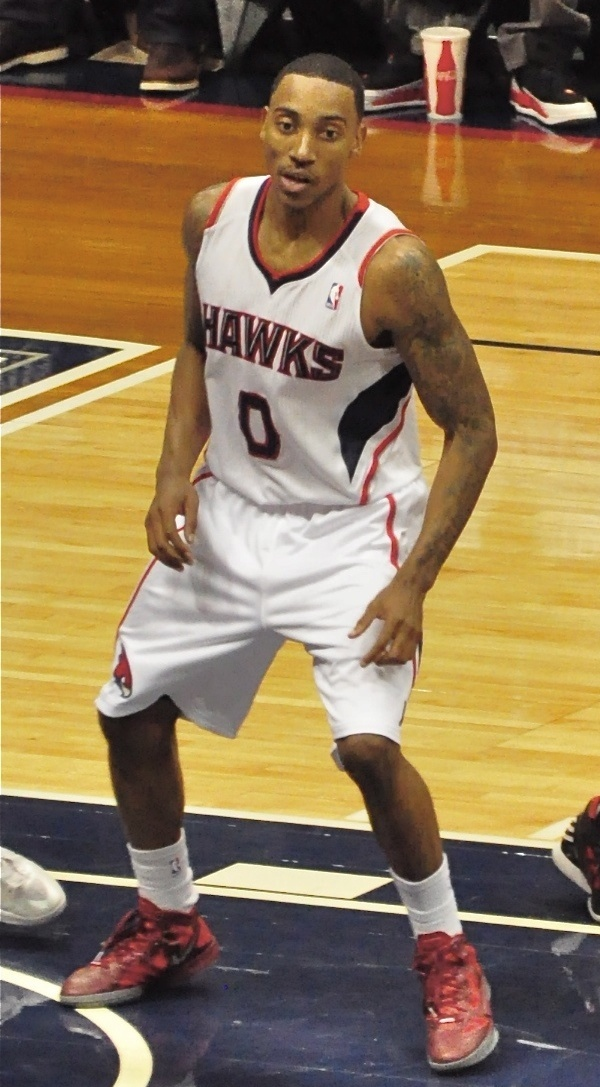
Teague com os Hawks em janeiro de 2012

Na temporada de 2011-12, Teague foi titular em todos os 66 jogos que disputou e teve médias de 12,6 pontos, 4,9 assistências, 2,4 rebotes e 1,6 roubadas de bola em 33,1 minutos. Ele ficou em oitavo lugar na NBA em roubadas de bola (106), 10º em roubadas de bola por jogo, 20º em relação roubo / turnover (0,79), 22º em assistências (321), 23º em assistências por jogo e 40º em FG%.

#### Temporada de 2012–13
Na temporada de 2012–13, Teague jogou em 80 jogos (78 como titular) e registrou 14,6 pontos, 7,2 assistências, 2,3 rebotes e 1,5 roubadas de bola em 32,9 minutos.
Ele teve dez jogos de 20 pontos e 10 assistências na temporada, o terceiro número mais alto em uma única temporada na história da franquia (Pete Maravich - 12 em 1972–73 e Eddie Johnson - 11 em 1984–85). 
Os Hawks foram novamente eliminados na primeira rodada dos playoffs, perdendo por 4-2 para o Indiana Pacers.

#### Temporada de 2013-14
Em 10 de julho de 2013, Teague recebeu uma extensão de quatro anos e US $ 32 milhões pelo Milwaukee Bucks; no entanto, três dias depois, os Hawks igualaram a oferta e ele ficou em Atlanta.
Em 14 de abril, ele foi nomeado Jogador da Semana da Conferência Leste pelos jogos disputados de 7 de abril a 13 de abril. Ele ganhou esse prêmio após obter uma média de 20,3 pontos, 5,8 assistências, 2,0 rebotes e 1,8 roubadas de bola em 33,8 minutos em quatro jogos.
Os Hawks terminaram a temporada de 2013-14 como a oitava melhor campanha no Leste, perdendo na primeira rodada dos playoffs para o Indiana Pacers em sete jogos. Ele marcou seu primeiro duplo-duplo da pós-temporada na carreira com 22 pontos e 10 assistências em 24 de abril.

#### Temporada de 2014-15
Em 29 de janeiro de 2015, Teague ganhou sua primeira seleção para o All-Star Game como reserva da Conferência Leste no All-Star Game de 2015.
Teague levou os Hawks ao primeiro lugar no Leste. Na primeira rodada dos playoffs contra o Brooklyn Nets, Teague teve médias de 14,2 pontos e 7,8 assistências por jogo. No jogo 6, Teague registrou 13 assistências sem um único ponto, ajudando os Hawks a encerrar a série com uma vitória dominante de 114-87.
Nas semifinais da Conferência contra o Washington Wizards, Teague teve uma média de 16,3 pontos e 7,0 assistências por jogo. No Jogo 4, Teague registrou 26 pontos e 8 assistências em uma vitória de 106-101 sobre os Wizards e empatando a série em 2-2. No Jogo 6, ele registrou 20 pontos e 7 assistências, dando duas assistências consecutivas para DeMarre Carroll fazer os pontos que deram uma vantagem de quatro pontos no minuto final. Eles venceram o jogo por 94-91 e conquistaram a série por 4-2.
Eles acabaram sendo eliminados para o Cleveland Cavaliers nas finais da Conferência Leste.

#### Temporada de 2015-16
No início da temporada de 2015-16, Teague começou a competir por minutos com Dennis Schröder, pois seu papel começou a diminuir em grande parte devido ao melhor desempenho de Schröder. No meio da temporada, Teague começou a atrair o interesse de equipes adversárias, com os Hawks supostamente conversando com outras equipes sobre negociações em potencial envolvendo Teague.
Em 1 de fevereiro de 2016, Teague marcou 32 pontos em uma vitória de 112-97 sobre o Dallas Mavericks. Teague ajudou os Hawks a chegar às semifinais da Conferência Leste, onde foram derrotados pelo Cleveland Cavaliers.

### Indiana Pacers (2016-2017)

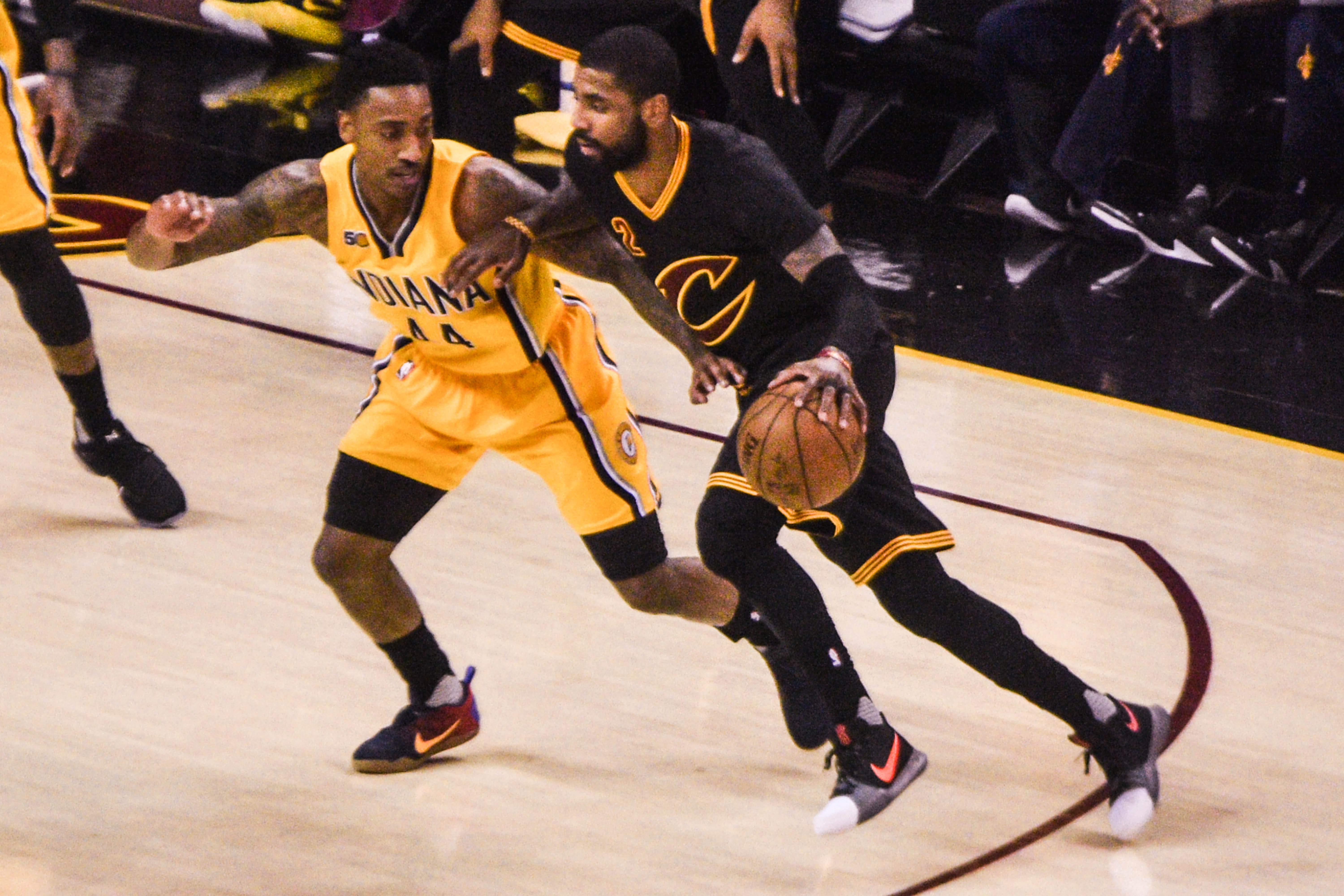
Teague (à esquerda) com os Pacers em fevereiro de 2017, marcando Kyrie Irving.

Em 7 de julho de 2016, Teague foi negociado com o Indiana Pacers em um contrato de três equipes envolvendo o Hawks e o Utah Jazz.
Ele estreou nos Pacers na estréia da temporada em 26 de outubro de 2016, registrando 20 pontos e oito assistências em uma vitória de 130–121 sobre o Dallas Mavericks. Em 9 de novembro, ele marcou 30 pontos em uma vitória por 122-115 sobre o Philadelphia 76ers. Ele empatou essa marca em 20 de novembro, com 30 pontos, nove assistências e seis roubadas de bola em uma vitória de 115-111 sobre o Oklahoma City Thunder. Em 30 de dezembro, ele registrou 17 assistências em uma vitória por 111-101 sobre o Chicago Bulls.
Nessa temporada, Teague se tornou o primeiro jogador dos Pacers a iniciar os 82 jogos da temporada regular desde Mike Dunleavy Jr. na temporada de 2007–08. Ele terminou a temporada com médias de 15.3 pontos, 4.0 rebotes e 7.8 assistências.

### Minnesota Timberwolves (2017–2020)
Em 10 de julho de 2017, Teague assinou um contrato de três anos e US $ 57 milhões com o Minnesota Timberwolves.
Em 27 de dezembro de 2017, em um jogo contra o Denver Nuggets, Teague sofreu uma entorse de grau 1 no joelho esquerdo e foi posteriormente descartado por duas a quatro semanas. Ele voltou à ação em 10 de janeiro contra o Oklahoma City Thunder depois de perder sete jogos.
Teague perdeu seis jogos no início da temporada de 2018-19 com um joelho esquerdo machucado. Em 5 de dezembro, ele teve 18 assistências em uma vitória por 121-104 sobre o Charlotte Hornets. Ele perdeu nove jogos devido a uma inflamação no tornozelo esquerdo entre meados de dezembro e início de janeiro. A lesão no pé esquerdo o manteve afastado por mais oito jogos entre o final de janeiro e o início de fevereiro. Em 21 de março, ele foi descartado pelo resto da temporada depois de reafirmar uma lesão no pé esquerdo, originalmente sofrida em dezembro. Em 11 de abril, foi relatado que a cirurgia realizada por Teague foi um sucesso.

### Retorno a Atlanta (2020)
Em 16 de janeiro de 2020, Teague, juntamente com Treveon Graham, foi negociado para o Atlanta Hawks em troca de Allen Crabbe.

### Boston Celtics (2020–2021)
Em 30 de novembro de 2020, Teague assinou com o Boston Celtics. Em 21 de março de 2021, foi trocado para o Orlando Magic por Evan Fournier e duas escolhas de segunda rodada do draft, sendo imediatamente dispensado.

### Milwaukee Bucks (2021)
Em 1 de abril de 2021, assinou com o Milwaukee Bucks.  Teague conquistou seu primeiro campeonato da NBA com a equipe, sendo o reserva imediato de Jrue Holiday.

### Aposentadoria
Após o título, aos 33 anos, Teague se aposentou das quadras e passou a se dedicar à carreira de treinador da Pike High School. Além disso, obteve sucesso em seu podcast, Club 520. Em um dos episódios, o jogador "confessou" que Darius Garland e De'Aaron Fox o aposentaram, dizendo que "não conseguia mais acompanhar o ritmo atlético e físico dos jogadores mais jovens", citando os armadores como exemplo.

## Estatísticas

### NBA
| † | Campeão da NBA |

#### Temporada regular
| Ano      | Equipe      | PJ  | PT  | MPJ  | AP   | 3P    | LL   | RT  | AS  | BR  | TO | PPJ  |
| -------- | ----------- | --- | --- | ---- | ---- | ----- | ---- | --- | --- | --- | -- | ---- |
| 2009-10  | Atlanta     | 71  | 3   | 10.1 | .396 | .219  | .837 | .9  | 1.7 | .5  | .2 | 3.2  |
| 2010-11  | Atlanta     | 70  | 7   | 13.8 | .438 | .375  | .794 | 1.5 | 2.0 | .6  | .4 | 5.2  |
| 2011-12  | Atlanta     | 66  | 66  | 33.1 | .476 | .342  | .757 | 2.4 | 4.9 | 1.6 | .6 | 12.6 |
| 2012-13  | Atlanta     | 80  | 78  | 32.9 | .451 | .359  | .881 | 2.3 | 7.2 | 1.5 | .4 | 14.6 |
| 2013-14  | Atlanta     | 79  | 79  | 32.2 | .438 | .329  | .846 | 2.6 | 6.7 | 1.1 | .2 | 16.5 |
| 2014-15  | Atlanta     | 73  | 72  | 30.5 | .460 | .343  | .862 | 2.5 | 7.0 | 1.7 | .4 | 15.9 |
| 2015-16  | Atlanta     | 79  | 78  | 28.5 | .439 | .400  | .837 | 2.7 | 5.9 | 1.2 | .3 | 15.7 |
| 2016-17  | Indiana     | 82  | 82  | 32.4 | .442 | .357  | .867 | 4.0 | 7.8 | 1.2 | .4 | 15.3 |
| 2017-18  | Minnesota   | 70  | 70  | 33.0 | .446 | .368  | .845 | 3.0 | 7.0 | 1.5 | .3 | 14.2 |
| 2018-19  | Minnesota   | 42  | 41  | 30.1 | .423 | .333  | .804 | 2.5 | 8.2 | 1.0 | .4 | 12.1 |
| 2019-20  | Minnesota   | 34  | 13  | 27.8 | .448 | .379  | .868 | 2.6 | 6.1 | .7  | .4 | 13.2 |
| 2019-20  | Atlanta     | 25  | 4   | 20.8 | .412 | .333  | .887 | 2.2 | 4.0 | .8  | .2 | 7.7  |
| 2020-21  | Boston      | 34  | 5   | 27.8 | .448 | .379  | .868 | 2.6 | 6.1 | .7  | .4 | 13.2 |
| 2020-21  | Milwaukee † | 21  | 2   | 15.9 | .469 | .385  | .864 | 1.5 | 2.8 | .4  | .2 | 6.6  |
| Carreira | Carreira    | 826 | 600 | 26.8 | .444 | .360  | .844 | 2.4 | 5.6 | 1.1 | .3 | 12.2 |
| All-Star | All-Star    | 1   | 0   | 13.4 | .667 | 1.000 | .000 | 1.0 | 2.0 | 2.0 | .0 | 14.0 |

#### Playoffs
| Ano      | Equipe      | PJ | PT | MPJ  | AP   | 3P   | LL   | RT  | AS  | BR  | TO | PPJ  |
| -------- | ----------- | -- | -- | ---- | ---- | ---- | ---- | --- | --- | --- | -- | ---- |
| 2020     | Atlanta     | 9  | 0  | 6.6  | .333 | .400 | —    | .2  | .4  | .3  | .1 | 1.8  |
| 2011     | Atlanta     | 8  | 6  | 29.8 | .514 | .143 | .826 | 2.1 | 3.5 | .8  | .4 | 11.8 |
| 2012     | Atlanta     | 6  | 6  | 37.5 | .411 | .412 | .895 | 3.7 | 4.2 | .8  | .8 | 14.0 |
| 2013     | Atlanta     | 6  | 6  | 35.5 | .333 | .300 | .821 | 2.8 | 5.0 | 1.5 | .3 | 13.3 |
| 2014     | Atlanta     | 7  | 7  | 34.6 | .393 | .333 | .950 | 3.7 | 5.0 | 1.0 | .6 | 19.3 |
| 2015     | Atlanta     | 16 | 16 | 33.1 | .410 | .323 | .867 | 3.2 | 6.7 | 1.5 | .4 | 16.8 |
| 2016     | Atlanta     | 10 | 10 | 27.9 | .380 | .250 | .846 | 1.9 | 6.2 | .6  | .2 | 14.5 |
| 2017     | Indiana     | 4  | 4  | 35.5 | .489 | .529 | .833 | 3.3 | 6.3 | 1.0 | .8 | 17.0 |
| 2018     | Minnesota   | 5  | 5  | 30.6 | .451 | .389 | .706 | 3.6 | 5.8 | .6  | .4 | 13.0 |
| 2021     | Milwaukee † | 16 | 0  | 7.4  | .290 | .455 | .818 | .5  | .8  | .2  | .0 | 2.0  |
| Carreira | Carreira    | 86 | 60 | 25.3 | .405 | .343 | .854 | 2.2 | 4.1 | .8  | .3 | 11.4 |

### Universitário
| Ano      | Equipe      | PJ | PT | MPJ  | AP   | 3P   | LL   | RT  | AS  | BR  | TO  | PPJ  |
| -------- | ----------- | -- | -- | ---- | ---- | ---- | ---- | --- | --- | --- | --- | ---- |
| 2007-08  | Wake Forest | 30 | 21 | 29.7 | .434 | .395 | .803 | 2.7 | 2.5 | 1.8 | 0.5 | 13.9 |
| 2008-09  | Wake Forest | 31 | 31 | 32.0 | .485 | .441 | .817 | 3.3 | 3.5 | 1.9 | 0.6 | 18.8 |
| Carreira | Carreira    | 61 | 52 | 30.8 | .459 | .418 | .812 | 3.0 | 3.0 | 1.8 | 0.5 | 16.3 |

Fonte:

## Prêmios e Homenagens
- NBA
- Campeão da NBA: 2021
  - NBA All-Star: 2015

## Vida pessoal
Teague é filho de Shawn e Carol Teague. Seu pai jogou basquete universitário no Missouri e na Universidade de Boston, jogando com Rick Pitino em Boston.
Teague tem quatro irmãos, incluindo Marquis, que jogou como armador da Universidade de Kentucky antes de ser selecionado no Draft de 2012 pelo Chicago Bulls.